# Laphria sapporensis
Laphria sapporensis är en tvåvingeart som beskrevs av Matsumura 1911. Laphria sapporensis ingår i släktet Laphria och familjen rovflugor. Inga underarter finns listade i Catalogue of Life.